# Kaliforniai-félsziget
A Kaliforniai-félsziget (más elnevezésein Ó-Kalifornia vagy Alsó-Kalifornia; spanyolul: Península de Baja California vagy Península de California) egy félsziget Mexikó területén, az ország 15 földrajzi nagytájának egyike. A félszigetet nyugaton a Csendes-óceán, keleten a Kaliforniai-öböl, míg északon az Amerikai Egyesült Államok tagállama, Kalifornia határolja.
Átlagos tengerszint feletti magassága 800–1500 méter, míg legmagasabb pontja az Encantada 3078 méteres magasságával. A hegycsúcs a San Pedro Mártir-hegységben található. A félsziget területe körülbelül 144 000 km2. A Kaliforniai-félsziget hosszúsága mintegy 1250 kilométer, szélessége 225 kilométer.
A Kaliforniai-félsziget északi részét a Parti-lánc hegyei hálózzák be. A gránitból, valamint kristályos palákból álló rögöket kréta-eocén-miocén korú üledékek övezik a félsziget területén. Igen jelentős területet borítanak be a harmadidőszakból származó vulkáni tevékenység lávái és tufái.
Közigazgatási szempontból Alsó-Kalifornia és Déli-Alsó-Kalifornia mexikói tagállamok területén helyezkedik el. A Kaliforniai-hidegáramlat hatása alatt áll, ennek következtében csak igen ritkán kap csapadékot, ezért félsivatag.